# Цупкова, Клавдия Петровна
Клавдия Петровна Цупкова — советский хозяйственный, государственный и политический деятель, Герой Социалистического Труда.

## Биография
Родилась в 1926 году. Член КПСС.
С 1945 года — на хозяйственной, общественной и политической работе. В 1945—1983 гг. — машинист башенного крана управления механизации № 15 треста «Мосстроймеханизация» № 5 Главмосстроя города Москвы.
Указом Президиума Верховного Совета СССР от 21 июня 1963 года присвоено звание Героя Социалистического Труда с вручением ордена Ленина и золотой медали «Серп и Молот».
За внедрение передового опыта проведения строительных работ, улучшение использования машин и механизмов была удостоена Государственной премии СССР за выдающиеся достижения в труде 1978 года.
Избиралась депутатом Верховного Совета РСФСР 7-го созыва.
Умерла в 2019 году в Москве.